# Teoría de grupos

Grafo de Cayley del grupo libre de rango dos.

En álgebra abstracta, la teoría de grupos estudia uno de los tipos de estructuras algebraicas más simples, conocido como grupo, que es un conjunto no vacío dotado de una sola operación interna. 
La teoría de grupos se ocupa, entre otros aspectos, de la clasificación de los grupos, el estudio de sus propiedades y de sus aplicaciones tanto dentro como fuera de las matemáticas. Varios sistemas físicos, como los cristales y el átomo de hidrógeno, así como tres de las cuatro fuerzas fundamentales conocidas del universo, pueden modelarse mediante grupos de simetría. Así, la teoría de grupos y la teoría de la representación, estrechamente relacionada con ella, tienen muchas aplicaciones importantes en física, química y en la ciencia de los materiales. También es fundamental para la criptografía de clave pública.
La historia de la teoría de grupos se remonta al siglo XIX. Uno de los logros matemáticos más importantes del siglo XX fue la clasificación de grupos simples finitos, un esfuerzo de colaboración entre más de 100 autores, publicado en su mayor parte entre 1960 y 2004 a lo largo de más de 10 000 páginas.

## Historia
Las raíces históricas de la teoría de grupos son la teoría de las ecuaciones algebraicas, la teoría de números y la geometría. Euler, Gauss, Lagrange, Abel y Galois fueron los creadores que ponen los cimientos de esta rama del álgebra abstracta. Galois es reconocido como el primer matemático que relacionó esta teoría con la teoría de cuerpos, de lo que surgió la teoría de Galois. Además, usó la denominación de grupo o " inventó el término [...]" según E.T.Bell. Otros importantes matemáticos que contribuyen son Cayley, Emil Artin, Emmy Noether, Ludwig Sylow, A.G. Kurosch, Iwasawa entre muchos otros. Fue Walter Dick quien en 1882, dio la moderna definición de grupo y fue "el primero en definir el grupo libre engendrado por un número finito de generadores", según Nicolás Bourbaki. A fines del siglo XIX, Frobenius definió la noción de grupo abstracto con un sistema de axiomas.
Los primeros resultados sobre grupos de permutaciones fueron obtenidos por Lagrange, Ruffini, y Abel en su búsqueda de soluciones generales de ecuaciones polinómicas de alto grado. Évariste Galois acuñó el término "grupo" y estableció una conexión, ahora conocida como teoría de Galois, entre la naciente teoría de grupos y teoría de campos. En geometría, los grupos adquirieron importancia en geometría proyectiva y, más tarde, en geometría no euclidiana. El programa de Erlangen de Felix Klein proclamó la teoría de grupos como principio organizador de la geometría.
Galois, en la década de 1830, fue el primero en emplear grupos para determinar la resolubilidad de ecuaciones polinómicas. Arthur Cayley y Augustin Louis Cauchy impulsaron estas investigaciones creando la teoría de los grupos de permutaciones. La segunda fuente histórica de los grupos proviene de situaciones geométricas. En un intento de abordar posibles geometrías (como la euclídea, la hiperbólica o la geometría proyectiva) utilizando la teoría de grupos, Felix Klein inició el programa de Erlangen. Sophus Lie, en 1884, empezó a utilizar grupos, ahora llamados grupos de Lie, vinculados a problemas de  analítica. En tercer lugar, los grupos se utilizaron, primero implícita y más tarde explícitamente, en teoría algebraica de números.
El diferente alcance de estas primeras fuentes dio lugar a diferentes nociones de grupos. La teoría de grupos se unificó alrededor de 1880. Desde entonces, el impacto de la teoría de grupos ha sido cada vez mayor, dando lugar al nacimiento del álgebra abstracta a principios del siglo XX, la teoría de la representación, y muchos más dominios derivados influyentes. La clasificación de grupos simples finitos es un vasto trabajo de mediados del siglo XX, que clasifica todos los finito grupo simple.

## Definición de grupo
Un grupo {\displaystyle (G,\circ )} es un conjunto {\displaystyle G} en el que se ha definido una operación binaria interna {\displaystyle \circ }, que satisface los siguientes axiomas:
1. Asociatividad: {\displaystyle \forall a,b,c\in G:a\circ (b\circ c)=(a\circ b)\circ c}
2. Elemento neutro: {\displaystyle \exists e\in G:e\circ a=a\circ e=a}
3. Elemento simétrico: {\displaystyle \forall a\in G\quad \exists a^{-1}\in G:a\circ a^{-1}=a^{-1}\circ a=e}

La operación binaria del grupo, también denominada ley de composición interna, especifica cómo componer dos elementos para obtener un tercero. También se puede considerar la inversión como una operación unaria que a cada elemento {\displaystyle g} le hace corresponder su elemento inverso {\displaystyle g^{-1}}.
Se dice que un grupo es abeliano o conmutativo cuando verifica además la propiedad conmutativa:
{\displaystyle a\circ b=b\circ a\quad \forall a,b\in G}

### Notación
Se habla de notación aditiva cuando se representa la ley de composición interna como "{\displaystyle a+b}", y el elemento neutro como "0". Por otro lado, la notación multiplicativa es aquella en la que la ley de composición interna se representa como "{\displaystyle a\cdot b}", o "{\displaystyle ab}", y el elemento neutro como "1" o "e".

### Ejemplos
- {\displaystyle (\mathbb {Z} ,+)}, el conjunto de números enteros con la suma usual, es un grupo abeliano; donde el elemento neutro es el 0, y el simétrico de x, es -x.
- {\displaystyle (\mathbb {R} ,+)}, el conjunto de los números reales con la suma usual, es un grupo abeliano; donde el elemento neutro es el 0, y el simétrico de x, es -x.
- {\displaystyle (\mathbb {Z} \setminus \{0\},\cdot )}, el conjunto de los números enteros (excluyendo al 0) con la multiplicación, no es un grupo; dado que el elemento simétrico de x es 1/x, y dicho 1/x pertenece al conjunto de racionales, no al de los enteros (para todo x distinto de 1 y de -1). Nótese que al no tener el cero elemento simétrico multiplicativo, se lo debe excluir.
- El conjunto de todas las biyecciones de un conjunto X - simbolizado por S(X) - junto con la composición de funciones, es un grupo (no abeliano si la cardinalidad de X es mayor que dos) que se llama grupo simétrico de X.
- El conjunto de matrices rectangulares de dimensiones {\displaystyle n\times m} con la suma, es un grupo abeliano.
- El conjunto de matrices cuadradas de orden {\displaystyle n} y determinante diferente de cero con la multiplicación (Grupo general lineal), no es abeliano.
- Las clases de homotopía de trayectorias cerradas continuas {\displaystyle S^{1}\to X} con base en un punto determinado, en un espacio topológico X, forman un grupo no necesariamente abeliano. Esta construcción es el grupo fundamental de X.
  - El grupo fundamental de una circunferencia ( {\displaystyle S^{1}}) es el grupo cíclico infinito; {\displaystyle \mathbb {Z} }.
  - El de la esfera {\displaystyle S^{2}} es trivial = 0, y lo mismo para las n-esferas de dimensiones superiores.
  - El de un toro ( {\displaystyle S^{1}\times S^{1}}) es la suma directa {\displaystyle \mathbb {Z} \oplus \mathbb {Z} }.
  - El de un toro con un disco eliminado es el grupo libre de orden dos, {\displaystyle F_{2}}., el de un toro con dos discos disjuntos eliminados es {\displaystyle F_{3}}...
  - El del plano proyectivo es {\displaystyle \mathbb {Z} _{2}}.
  - El de la botella de Klein tiene la presentación; {\displaystyle \langle a,b:aba=b\rangle } y corresponde al producto semidirecto de {\displaystyle \mathbb {Z} } con {\displaystyle \mathbb {Z} }.

## Morfismos entre grupos
Entre dos grupos G, H puede haber morfismos, i.e. funciones que son compatibles con las operaciones en cada uno de ellos. Se dice que una aplicación {\displaystyle \phi \colon G\to H} es un homomorfismo (de grupos) si para todo par de elementos {\displaystyle a} y {\displaystyle b} de {\displaystyle G} se verifica
{\displaystyle \phi (ab)=\phi (a)\phi (b)\,}
donde se ha utilizado la convención de escribir {\displaystyle ab} para indicar la operación de a con b en G, y {\displaystyle \phi (a)\phi (b)} la operación de {\displaystyle \phi (a)} con {\displaystyle \phi (b)} en H.
Un homomorfismo de grupos biyectivo se denomina isomorfismo. Cuando existe un isomorfismo entre dos grupos, se dice que estos son isomorfos, en cuyo caso su estructura es idéntica, y solo se diferencian entre sí por los símbolos utilizados para denotar los elementos y la operación.

## Categoría de grupos
Desde el punto de vista de la teoría de categorías, los grupos son los objetos, y los homomorfismos de grupos son los morfismos de la categoría de grupos (Grp).
La categoría de grupos es muy grande, pero puede armarse una relación de equivalencia en esta categoría para que se factorice: la relación entre grupos de ser isomorfos reduce cuestiones estructurales de la categoría de grupos a la categoría de grupos-módulo-los-isomorfos. En esta reducción la operación de unión disjunta la convierte en una categoría monoidal.[cita requerida]

## Principales clases de grupos
El orden de un grupo es la cardinalidad del conjunto subyacente. En función de su orden, los grupos pueden clasificarse como grupos finitos o infinitos. 
La gama de grupos considerados se ha ampliado gradualmente desde grupos de permutaciones finitas y ejemplos especiales de  grupo matricial hasta grupos abstractos que pueden especificarse mediante una  presentación por generadores y relaciones.

### Grupos de permutación
La primera clase de grupos que fue objeto de un estudio sistemático fueron los grupos de permutaciones. Dado cualquier conjunto X y una colección G de biyecciones de X en sí mismo (conocidas como permutaciones) que es cerrada bajo composiciones e inversas, G es un grupo que actúa sobre X. Si X consta de n elementos y G consta de todas las permutaciones, G es el grupo simétrico Sn; en general, cualquier grupo de permutaciones G es un subgrupo del grupo simétrico de X. Una construcción temprana debida a Cayley exhibió cualquier grupo como un grupo de permutaciones, actuando sobre sí mismo (X = G) mediante la representación regular izquierda.
En muchos casos, la estructura de un grupo de permutaciones puede estudiarse utilizando las propiedades de su acción sobre el conjunto correspondiente. Por ejemplo, de esta forma se demuestra que para n ≥ 5, el grupo alternante An es simple, es decir, no admite ningún subgrupo normals propio. Este hecho juega un papel clave en el imposibilidad de resolver una ecuación algebraica general de grado n ≥ 5 en radicales.

### Grupos matriciales
La siguiente clase importante de grupos viene dada por los grupos matriciales, o grupos lineales. Aquí G es un conjunto formado por matrices invertibles de orden n dado sobre un campo K que es cerrado bajo los productos e inversos. Tal grupo actúa sobre el espacio vectorial n-dimensional Kn por transformación lineal. Esta acción hace que los grupos matriciales sean conceptualmente similares a los grupos de permutación, y la geometría de la acción puede ser útilmente explotada para establecer propiedades del grupo G.

### Grupos abstractos
La mayoría de los grupos considerados en la primera etapa del desarrollo de la teoría de grupos eran "concretos", ya que se realizaban mediante números, permutaciones o matrices. No fue hasta finales del siglo XIX que la idea de un grupo abstracto empezó a tomar fuerza, donde abstracto significa que la naturaleza de los elementos se ignora de tal manera que dos grupos isomorfos se consideran como el mismo grupo. Una forma típica de especificar un grupo abstracto es mediante una presentación por generadores y relaciones,
{\displaystyle G=\langle S|R\rangle .}

### Grupos con estructura adicional
Una elaboración importante del concepto de grupo se produce si G está dotado de estructura adicional, en particular, de un espacio topológico, múltiple diferenciable, o variedad algebraica. Si las operaciones de grupo m (multiplicación) e i (inversión),
{\displaystyle m:G\times G\to G,(g,h)\mapsto gh,\quad i:G\to G,g\mapsto g^{-1},}
son compatibles con esta estructura, es decir, son continuo, suave o regular (en el sentido de la geometría algebraica) mapas, entonces G es un grupo topológico, un grupo de Lie, o un grupo algebraico.

## Teoría geométrica de los grupos
Los más actuales temas de investigación en la teoría de grupos tienen que ver con las modernas técnicas de la topología. Una manera estándar de construir nuevos grupos a partir de los conocidos son los 
- productos libres y productos libres amalgamados.
- HNN-extensiones.

La gran variedad de técnicas topológicas pueden ser aplicadas desde que se sabe que es posible construir siempre un espacio topológico (de hecho un CW-complejo dos-dimensional) de tal manera que el grupo fundamental de este espacio sea el grupo dado.